# Hřebeč
Hřebeč (Duits: Rebetz) is een Tsjechische gemeente in de regio Midden-Bohemen, en maakt deel uit van het district Kladno.
Hřebeč telt 2151 inwoners (2023).

## Etymologie
Het dorp stond in eerste instantie bekend als Tasovská en Dědina v Tasov. De naam verwees daarmee aanvankelijk naar de lokale vesting Tasov. Kort na de stichting van het huidige dorp werd de naam veranderd in Rebec, in de jaren erna ook geschreven als Rebeč, Rebecce en Hrziebecz oftewel Hřebeč. De naam van het dorp is een bezittelijk bijvoeglijk naamwoord, afgeleid van een persoonsnaam of bijnaam Hřebec, wat weer is afgeleid van Hřebcův (hof, landgoed). In 1924 werd de naam officieel vastgelegd als Hřebeč.

## Geografie

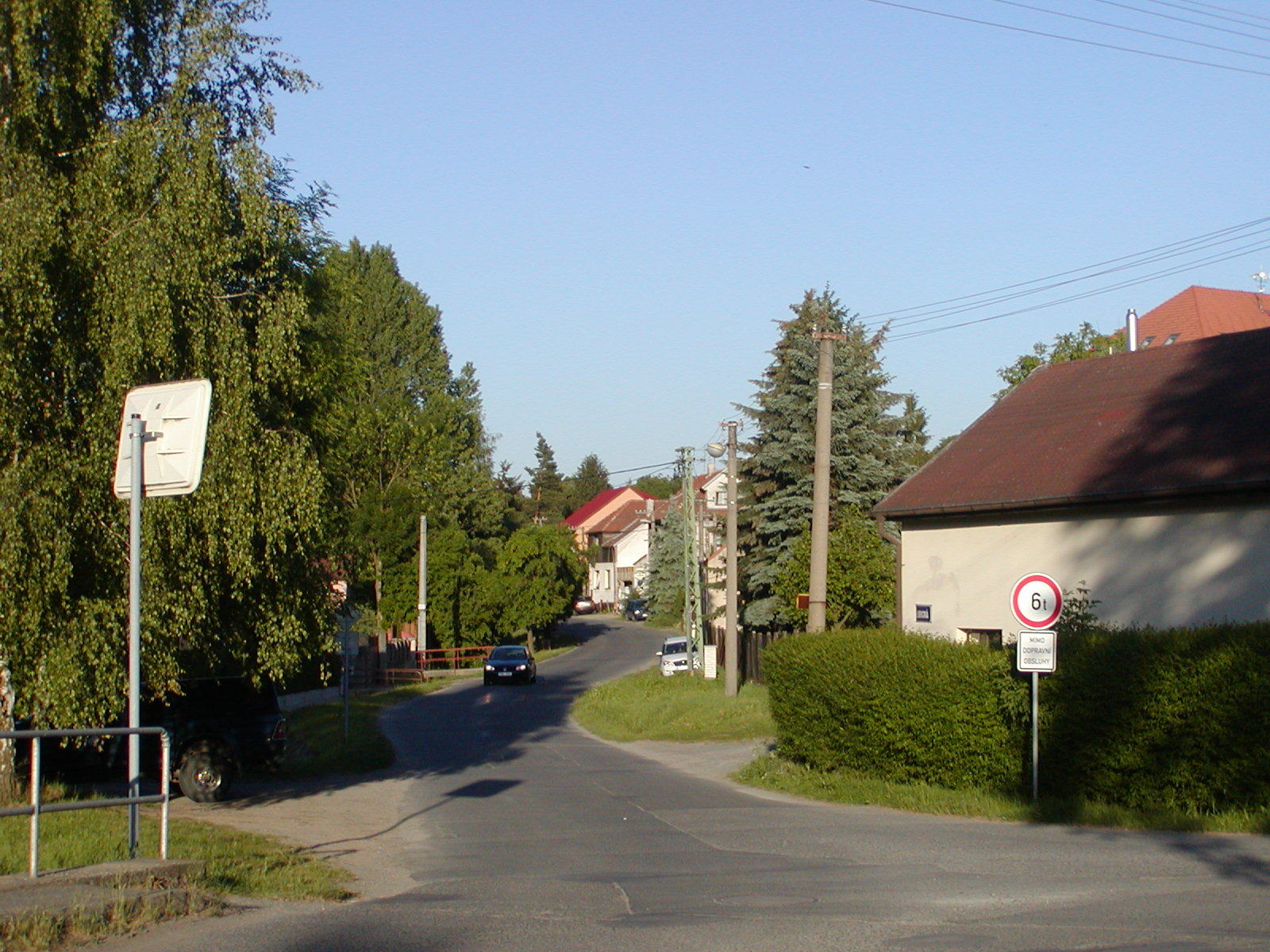
Straat in Hřebeč

De gemeente Hřebeč bestaat uit de volgende plaatsen:
- Hřebeč;
- Netřeby;
- Peklov.

## Geschiedenis

### Prehistorie
Op basis van archeologische vondsten kan worden vastgesteld dat het dorp reeds in de prehistorie bewoond werd. Er zĳn restanten gevonden van stenen objecten en aardewerk uit het neolithicum.

### 11e-15e eeuw
In de 11e eeuw werd in het huidige Hřebeč een lokale vesting genaamd Tasov gebouwd (gelegen aan de huidige oostkant van het dorp, boven de weg naar Lidice). Bĳ deze vesting werd waarschĳnlĳk een hoeve gebouwd. Het gebied van het huidige dorp behoorde lange tijd toe aan een belangrijke familie, te weten de Heren van Tasov, onderdeel van de Heren van Lomnice. Dit bleef zo tot 1280, toen het Markgraafschap Brandenburg het dorp verwoestte. De Heren van Tasov verlieten het gebied, maar stonden het niet direct af. Pas in 1410 stond een van de nakomelingen, Katherine van Tasov, het officieel af.
De eerste schriftelijke vermelding van de naam Hřebeč dateert van 1285, toen de nieuwe eigenaar, een Poolse edelman genaamd Vojslav Rebecki, een nieuw dorp stichtte ten westen van de verwoeste vesting Tasov. Rebecki werd opgevolgd door zijn gelijknamige zoon Vojslav II. Rebecki, die in zĳn vaders bezit in 1316 overnam. In 1333 droeg hij Hřebeč over aan de heer Martin, die in dienst was van bisschop Jan IV van Dražice. In 1349 werd het dorp overgedragen aan een pastoor, de heer Bohuslav, uit Buštěhrad. Bohuslav werd in 1381 genoemd, toen hij een eigendomsgeschil kreeg met koning Wenceslas IV. Na zijn dood in 1381 werd de priester Mikuláš uit Libochovice eigenaar van Hřebeč. Hĳ stierf datzelfde jaar nog, waarna Hřebeč geërfd werd door ridder Ctibor van Hřebec en zijn vrouw Beta. Zij breidden het dorp uit en herbouwden de verwoeste vesting (door hen curii rusticalis genoemd).
Het dorp bleef echter niet lang in handen van die familie, want nog vóór 1400 kwam het in handen van de rijke Praagse patriciër en koopman Petr Meziříčský. Meziříčský was een groot tegenstander van de Hussieten en liet al zĳn bezit, waaronder dus Hřebeč, eind mei 1420 verwoesten. Daarna bleef het dorp enkele jaren verlaten achter. In 1422 namen de Praagse Hussieten de bezittingen van Meziříčský in beslag, waarna Hřebeč in 1429 in handen van de Heren van Chlum - te weten de broers Jaroš en Hynek - kwam. Zĳ behielden het dorp echter niet, waarna het wederom in Praagse handen kwam. Vanaf 1438 was het dorp geregeld in handen van andere eigenaren, waaronder de Heren van Šternberk (1460) ridder Jan Hřebečský van Krchleb 1462) en ridder Oldřich Hřebečtí van Pibru (1532).

### 16e en 17e eeuw
Het is niet precies bekend wanneer, maar waarschĳnlĳk aan het begin van het tweede derde deel van de 16e eeuw, werd het dorp aangekocht door de rijke ridder Zdeněk Kladenští van Kladna. Na de dood van de ridder in 1543, op 90-jarige leeftĳd, ging Hřebeč als deel van zijn erfenis over op zijn drie nog levende achterneven uit de ridderfamilie Žďárský ze Žďár. Hřebeč bleef in de familie tot 1701.
Hřebeč werd in 1688, toen het bestaande grootgrondbezit in vijf delen werd verdeeld onder de erfgenamen-zusters van Žďár, onderverdeeld bĳ Litovice, dat werd overgenomen door Anna Catharina, gravin van Magnis. Haar zoon, Josef Antonín van Magnis (overleden in 1720), nam Litovice over na de dood van zijn moeder. Omdat hij geld nodig had en het landgoed te ver verwijderd was van het belangrijkste landgoed van de familie Magnis in Strážnice (okres Hodonín), in het oosten van Eerste Tsjecho-Slowaakse Republiek, verkocht hij Litovice op 5 april 1702 aan de graaf van Vrbno en Bruntál.

### 18e eeuw
De graaf behield het dorp niet lang: op 17 oktober 1702 verkocht hij alles voor een spotprijs van 140.000 gouden Rijnlanders aan Karl Jáchym, de rijksgraaf van Breda (1663-1740), wiens familie oorspronkelijk uit Nederland en Brandenburg kwam. De graaf probeerde een groot landgoed op te bouwen in de agrarisch winstgevende regio en had al omliggende delen land van de graven van Žďár aangekocht. De graaf van Breda annexeerde het dorp en voegde het bij het nieuw gebouwde Tachlovice, waar Hřebeč onderdeel van bleef tot de afschaffing van het feodalisme in 1850. Op de velden van de boeren van Hřebeč, die hij in beslag had genomen, creëerde hij een nieuw dorp: Peklov. In 1850 werd het dorp ingedeeld bĳ de nieuwe toenmalige nieuwe gemeentes Smíchov en Unhošť.

### 20e en 21e eeuw

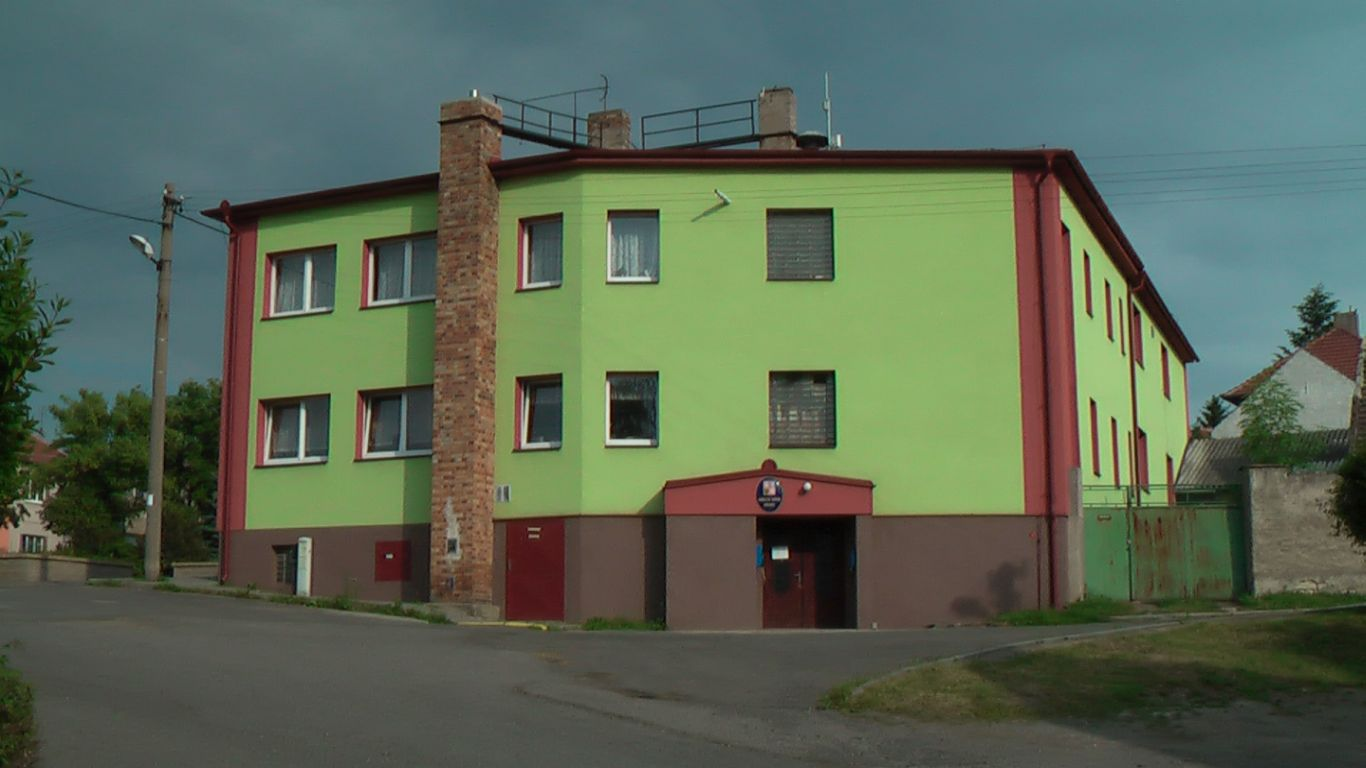
Gemeentehuis

In de loop van de 20e eeuw verloor het dorp zijn agrarische en mijnbouwkarakter. Tijdens de Eerste Tsjecho-Slowaakse Republiek werd in het dorp een grote basisschool van twee verdiepingen gebouwd. De school werd op 18 augustus 1929 geopend. In 1947 werd langs de weg naar Hostouň) een nieuwe begraafplaats met mortuarium gebouwd. Sinds 1960 is Hřebeč een zelfstandige gemeente binnen het okres Kladno.
In de jaren 1960 en 1970 werd geleidelijk aan een watervoorzieningssysteem aangelegd. Tussen 1969 en 1971 werd op het Drahaplein een groot dorpshuis met gemeenschapszaal gebouwd.
In 1974 werd kruideniersgroothandel Jednota (thans een filiaal van supermarktketen COOP) met aangrenzende slagerij gebouwd. De slagerĳ werd in de jaren 1990 gesloten. In de jaren 1980 werd een dienstwoning met postkantoor gebouwd. In 1996 werd Hřebeč aangesloten op het gas en rond 2000 op het rioolsysteem. In de periode daarna is het dorp aangesloten op het internet. Rond 2005 werd een locatie voor beschermd wonen nabij het voetbalveld gebouwd.
Sinds 2015 zĳn in toenemende mate mensen vanuit Praag naar Hřebeč verhuisd.

## Bezienswaardigheden

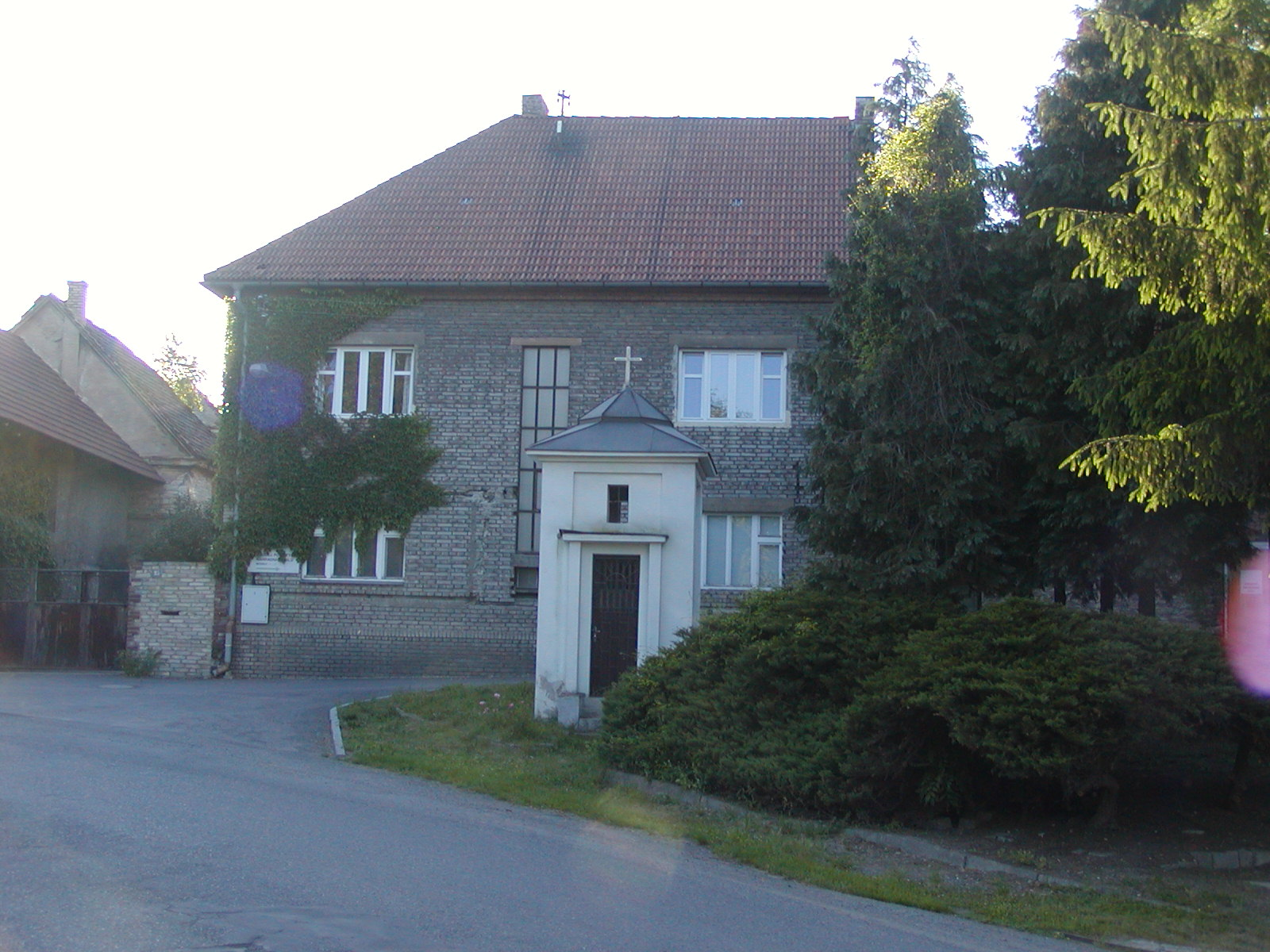
Dorpskapel (1)

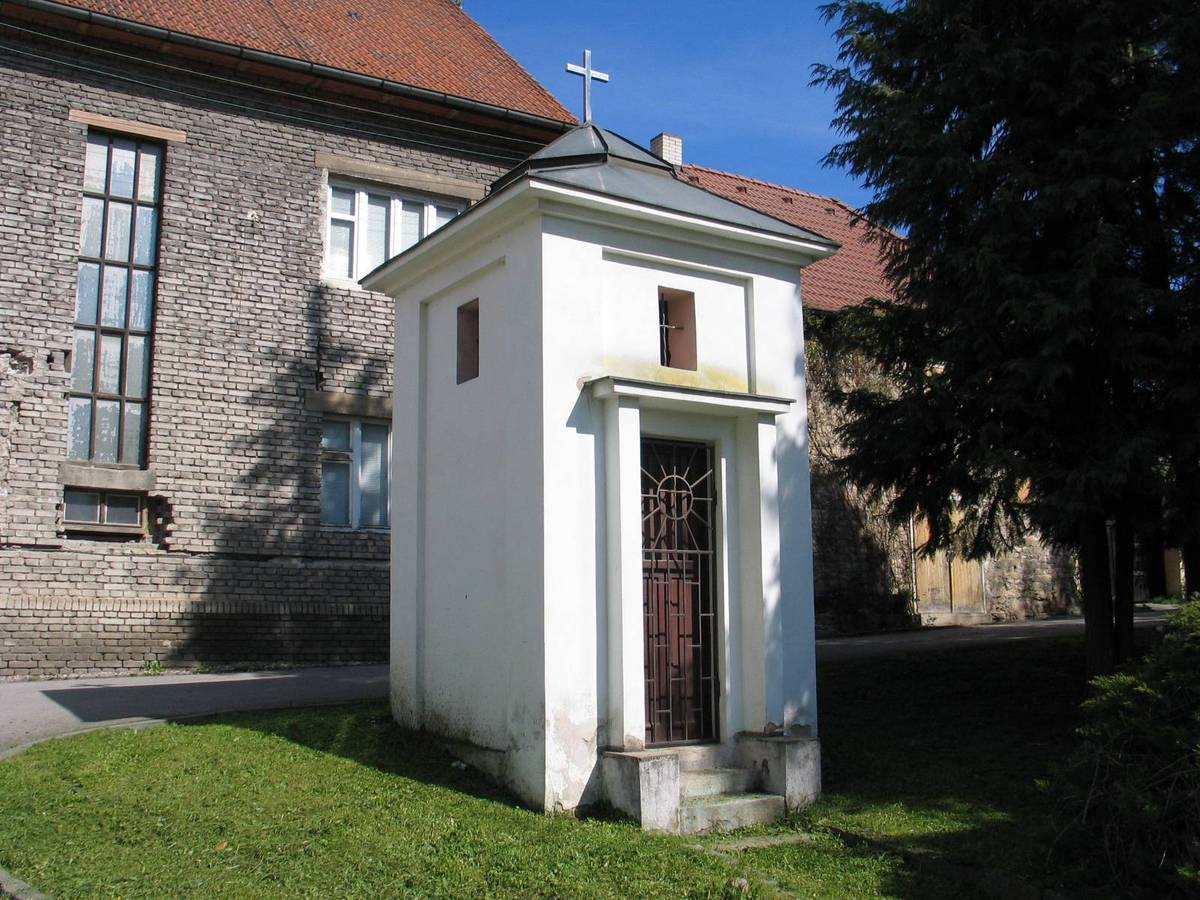
Dorpskapel (2)

### Kapel
De kapel staat aan de weg van Kladno naar Lidice en Hostouň. Het gebouwtje dateert van 1940 en is gebouwd op de plaats van de oorspronkelĳke kapel die waarschĳnlĳk rond het begin van de 18e eeuw werd afgebroken. Voor de oorspronkelĳke kapel werd in 1738 een barokken klok van 26 kg gegoten. De klok bleef ook na de afbraak in het dorp aanwezig. In de Tweede Wereldoorlog werd de klok gevorderd door Duitse soldaten, maar na de oorlog werd de klok teruggevonden en teruggegeven aan Hřebeč.

## Voorzieningen
In de jaren 1960 en 1970 werd geleidelijk aan een watervoorzieningssysteem aangelegd. Tussen 1969 en 1971 werd op het Drahaplein een groot dorpshuis met gemeenschapszaal gebouwd.

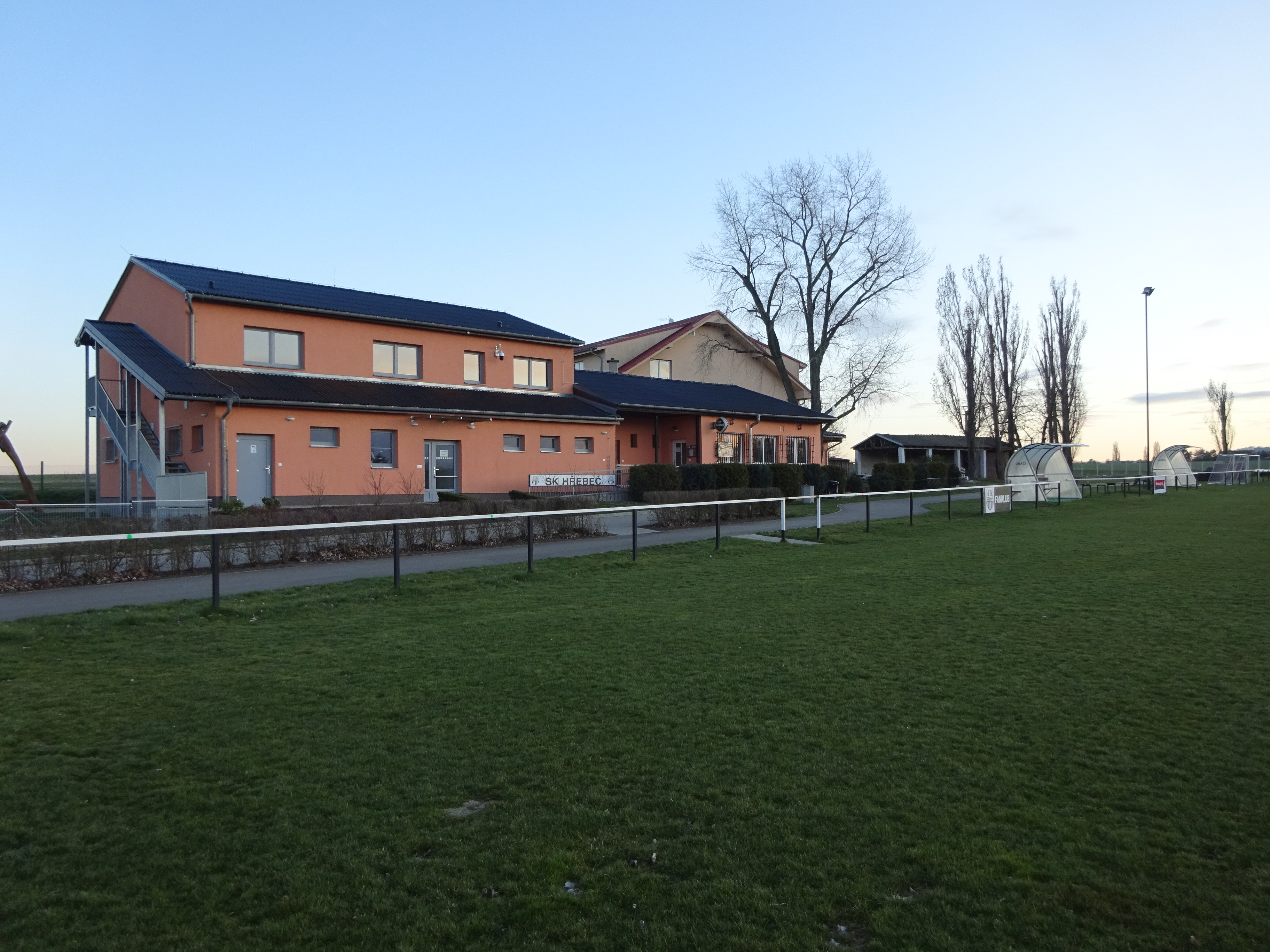
Voetbalveld van SK Hřebeč

In 1974 werd kruideniersgroothandel Jednota (thans een filiaal van supermarktketen COOP) met aangrenzende slagerij gebouwd. De slagerĳ werd in de jaren 1990 gesloten. In de jaren 1980 werd een dienstwoning met postkantoor gebouwd.

### Sport
In het dorp is een eigen voetbalteam, SK Hřebeč, actief.

## Bekende inwoners
- Karel Šiktanc, dichter en scenarioschrijver;
- Josef Oplt, volkszanger en solist in het muziektheatergezelschap van Karlín;
- Jan Železný, atleet en winnaar van de Olympische Spelen;
- Petr Tenkrát, ijshockeyer.

## Verkeer en vervoer

### Autowegen
Er leiden verschillende regionale wegen naar het dorp.

### Spoorlĳnen
Er is geen station in het dorp. De dichtstbĳzĳnde stations zĳn Unhošť en Kladno, beide op 4 km afstand. Beide stations zĳn gelegen aan spoorlijn 120 Praag - Rakovník. Station Kladno ligt tevens aan spoorlijn 093 Kladno - Kralupy nad Vltavou.

### Buslĳnen
In het dorp halteren buslĳnen met de volgende bestemmingen: Jeneč, Kladno, Praag, Středokluky, Tuchoměřice. De buslĳnen worden geëxploiteerd door vervoerder ČSAD MHD Kladno.